# Dryden (Wirginia)
Dryden – jednostka osadnicza w Stanach Zjednoczonych, w stanie Wirginia, w hrabstwie Lee.